# カシム・アダムス
カシム・アダムス（Kasim Adams，1995年6月22日 - ）は、ガーナ・クマシ出身のサッカー選手。ガーナ代表。ポジションはディフェンダー。TSG1899ホッフェンハイム所属。

## 経歴
2014年1月、RCDマジョルカと3年契約を結んだ。
2018年7月15日、TSG1899ホッフェンハイムと5年契約を結んで移籍した。
2019年8月8日、フォルトゥナ・デュッセルドルフへレンタル移籍することが発表された。